# Дієго Колон
Діéго Колóн або Колумб (порт. Diogo Colombo; ісп. Diego Colón; італ. Diego Colombo; 1479 — 1 лютого 1526) — іспанський державний діяч, старший син Христофора Колумба, 4-й віцекороль Нової Іспанії (1509—1518), Губернатор Еспаньйоли (1511—1518), який носив також звання аделантадо і адмірала Індій (1509—1526). Після смерті Дієго за його нащадками були закріплені титули маркіза Ямайки та герцога Вераґуа.

## Життєпис

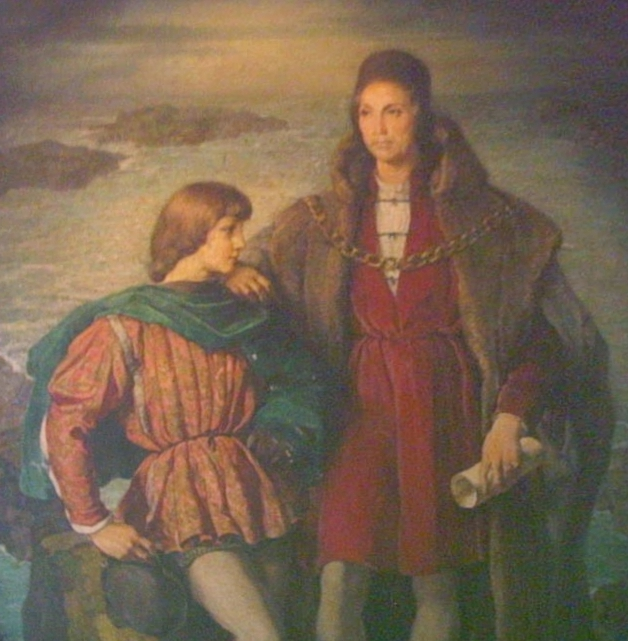
Христофор Колумб та Дієго (ліворуч). Санта-Домінго

Дієго Колон народився у 1479 або 1480 році на острові Порту-Санту Мадейра або в Лісабоні.

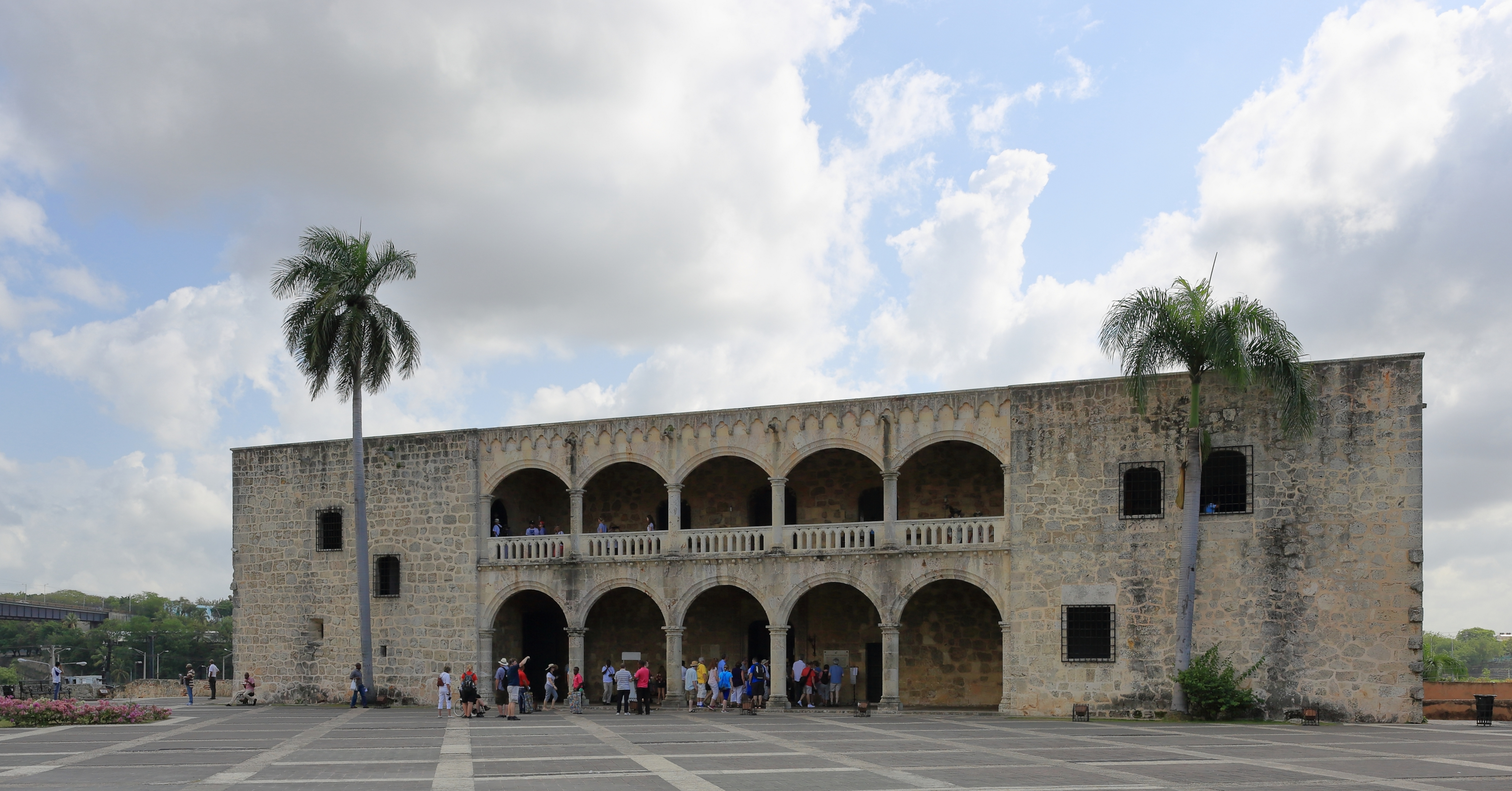
Алькасар-де-Колон

Він був сином Христофора Колумба, першовідкривача Нового Світу, і його дружини Феліппе Моніс де Палестрелло, португальської шляхтянки з острова Порту-Санту. Його мати померла, будучи дуже молодою. Тому Дієго був завжди поруч із батьком в його подорожах.
У 1485 року Христофор Колумб із Дієго переїхав до Іспанії.
Юність Дієго пройшла при дворі Їх католицьких величність, службу при якому він почав пажем у тому самому році, коли його батько відкрив Америку. Дієго служив при принці Астурійському Хуану Арагонському.
Після смерті батька у травні 1506 року, Дієго став спадкоємцем його привілеїв за відкриття Америки. Проте, король Фердинанд спочатку відмовився передати всі права Христофора Колумба і призначив Дієго губернатором острова Гаїті у 1509 році.
Дієго Колон одружився з Марією де Толедо — племінницею 2-го герцога Альби, який був двоюрідним братом короля Фердинанда, сподіваючись за допомогою цього шлюбу повернути ті титули і привілеї, яких його батько був несправедливо позбавлений у 1500 році.
У 1509 році Дієго Колон був призначений губернатором Індії, на посаду, яку обіймав його батько. У 1511 році він став губернатором Еспаньйоли, Пуерто-Рико, Ямайки та Куби.
У 1524 Дієго був зміщений з поста губернатора, за що подав новий позов проти корони.
Помер у лютому 1526 року в Монтальбан, Іспанія. Дієго Колон похований у Севільському кафедральному соборі.
Після ранньої смерті Дієго його власні титули і садиби стали предметом розбрату між його п'ятьма дітьми (два сина, три дочки).
У 1536 році його син Луїс Колон де Толедо остаточно відмовився від обіцяних дідові привілеїв в обмін на вічну ренту у 1000 дукатів, острів Ямайку як спадок, нерухомості у 25 квадратних ліг на Панамському перешийку (Вераґуа), звання адмірал Індій і титулів герцога Вераґуа та маркіза Ямайки.
У Санто-Домінго зберігся закладений Дієго маєток Алькáсар-де-Колóн. З роками він занепав, але у 1950-і роки був реставрований та перетворений у музей, зібрання якого становлять предмети мистецтва, що датуються пізнім середньовіччям і епохою Ренесансу.

## Сім'я
- Дружина — Марія де Толедо (1490 — 11 травня 1549)[2].
- Діти:
  - Марія Колон де Толедо (1510 — ?)
  - Луїс Колон де Толедо (1519/1520/1522 — 29 грудня 1572)
  - Крістобаль Колон де Толедо (1510 — 1571)
  - Хуана Колон де Толедо (? — 1592)
  - Ізабель Колон де Толедо (1515 — ?)